# Hammelburg
Hammelburg er en by i Landkreis Bad Kissingen i Regierungsbezirk Unterfranken i den tyske delstat Bayern. Det er den ældste vinby i Franken og ligger i udløberne af den bayerske del af Rhönbjergene og ved floden Fränkische Saale.
Byens vartegn er rådhuset i centrum og Schloss Saaleck, der troner over byen.

## Geografi
Dalen ved Fränkische Saale præger Hammelburgs omgivelser. Mod nord når området op til Rhön, og i vest falder landskabet til engene ved floden Main.

### Inddeling af byen
Ud over hovedbyen består Hammelburg af landsbyerne Diebach, Untererthal, Pfaffenhausen/Lager, Westheim, Gauaschach, Obereschenbach, Obererthal (med Seeshof), Untereschenbach, Feuerthal og Morlesau (med Ochsenthal) (rækkefølgen efter størrelse).